# Eslovac
L'eslovac (en eslovac: slovenský jazyk o slovenčina, no s'ha de confondre amb slovenski jezik, slovenščina, que vol dir eslovè) és una de les llengües eslaves i és parlat per uns 6 milions de persones, principalment a Eslovàquia.
Usa l'alfabet llatí lleugerament modificat. Cal destacar que l'accent està sempre a la primera síl·laba de cada paraula. L'ortografia té una base bastant propera a la pronunciació. L'eslovac té declinació en els seus elements nominals, cosa que explica la llibertat d'ordre de cada mot dintre de la frase. La gramàtica, en general, és semblant a la del txec (l'existència de l'antiga Txecoslovàquia va apropar molt les dues llengües).

## Pronunciació
L'eslovac comparteix amb el txec diverses característiques, com l'accentuació de les paraules, i la "norma rítmica" entre vocals llargues i curtes.

### Transcripció oficial
Els lingüistes eslovacs no solen emprar la transcripció fonètica de l'AF (ni per a l'eslovac, ni per descriure la fonètica d'altres llengües), sinó que empren el seu propi sistema de transcripció basat en l'alfabet eslovac.
A la següent taula la pronunciació de cada grafema es transcriu en aquest sistema, així com en AFI i SAMPA:
| grafema | AFI  | SAMPA | transcripció |
| ------- | ---- | ----- | ------------ |
| a       | a    | a     | a            |
| á       | aː   | a:    | á            |
| ä       | æ, ɛ | {, E  | ä, e         |
| b       | b    | b     | b            |
| c       | ʦ    | ts    | c            |
| č       | ʧ    | tS    | č            |
| d       | d    | d     | d            |
| ď       | ɟ    | J\    | ď            |
| dz      | ʣ    | dz    | ʒ            |
| dž      | ʤ    | dZ    | ǯ            |
| e       | ɛ    | E     | e            |
| é       | eː   | e:    | é            |
| f       | f    | f     | f            |
| g       | g    | g     | g            |
| h       | ɦ    | h\    | h            |
| ch      | x    | x     | x            |
| i       | I    | I     | i            |
| í       | iː   | i:    | í            |
| j       | j    | j     | j            |
| k       | k    | k     | k            |
| l       | l    | l     | l            |
| ĺ       | lː̩   | l=:   | ĺ̥            |
| ľ       | ʎ    | L     | ľ            |
| m       | m    | m     | m            |
| n       | n    | n     | n            |
| ň       | ɲ    | J     | ň            |
| o       | o    | o     | o            |
| ó       | oː   | o:    | ó            |
| ô       | u̯o   | U_^O  | ŭo           |
| p       | p    | p     | p            |
| q       | kv   | kv    | kv           |
| r       | r    | r     | r            |
| ŕ       | rː̩   | r=:   | ŕ̥            |
| s       | s    | s     | s            |
| š       | ʃ    | S     | š            |
| t       | t    | t     | t            |
| ť       | c    | c     | ť            |
| u       | u    | u     | u            |
| ú       | uː   | u:    | ú            |
| v       | v    | v     | v            |
| w       | v    | v     | v            |
| x       | ks   | ks    | ks           |
| y       | i    | i     | i            |
| ý       | iː   | i:    | í            |
| z       | z    | z     | z            |
| ž       | ʒ    | Z     | ž            |

## Fonètica i fonologia
L'alfabet eslovac té 46 lletres:
a á ä b c č d ď dz dž e é f g h ch i í j k l ĺ ľ m n ň o ó ô p q r ŕ s š t ť u ú v w x y ý z ž
- vocals: a á ä e é i í o ó y ý u ú
- consonants: b c č d ď dz dž f g h ch j k l ĺ ľ m n ň p q r ŕ s š t ť v w x z ž

Les consonants q, w i x només s'empren en paraules d'origen estranger. Per raons històriques també poden utilitzar-se a texts eslovacs (fonamentalment en noms propis) les lletres txeques ě, ř, ů, així com ö i ü de l'alemany i de l'hongarès.
Existeixen els següents diftongs: ia, ie, iu, ô. En eslovac oficial ô representa el so /uo/.

### Vocals
Hi ha set vocals llargues i sis curtes:
- Vocals curtes: a ä e i o y u
- Vocals llargues: á é í ó ý ú

Hi ha diverses formes de pronunciar la vocal ä, en l'eslovac normatiu es pronuncia com /e/ i només pot aparèixer després de consonants bilabials (p, b, m) i v. En alguns dialectes pot pronunciar-se /a/ o àdhuc /ia/.
Quant a i/y i llurs parelles llargues, en realitat representen el mateix so (la y eslovaca no és com la y polonesa o la Ы russa). El seu ús és una qüestió simplement ortogràfica.

#### Llargària de les vocals
La llargària de les vocals és important en eslovac, permet distingir parells de paraules com per exemple vina (falta) i vína (vins), mala (ella tenia) i malá (petita), sud (bóta) i súd (tribunal).
Alguns sufixos i certs casos provoquen l'allargament de la vocal precedent, en aquest cas, els diftongs ia, ie i ô poden ser considerats com els equivalents llargs de ä, e i o. El genitiu plural de dolina (vall) és dolín, però el de hora (muntanya) és hôr. La vocal llarga ó només es troba en mots estrangers i en les interjeccions, é en mots estrangers, les terminacions d'adjectius i alguns mots rars d'origen eslovac (p.ex. dcéra, filla).
Una regla de pronunciació anomenada llei rítmica fa que, tret de casos particulars, dues síl·labes que se segueixen no poden tenir totes dues una voca llarga (un diftong compta com a vocal llarga). Això condueix a modificacions d'un gran nombre de desinències de verbs, de noms i d'adjectius, per exemple, la forma del present de la primera persona del singular de la majoria dels verbs acabats en -ať és normalment -ám (hľadať > hľadám, cercar > jo cerco) però esdevé -am si l'arrel del verb acaba en una síl·laba llarga (váhať > váham; dubtar > jo dubto). Hi ha, tanmateix, excepcions a aquesta regla, sobretot:
- els mots neutres acabats en -ie: lístie (fullatge)
- el genitiu plural en -í d'alguns substantius femenins: piesní (de les cançons)
- la terminació -ia de la tercera persona del plural d'alguns verbs: riešia (ells resolen)
- els adjectius derivats de noms d'animals: vtáčí (d'ocell)
- el sufix -krát (vegada): prvýkrát (per primera vegada)

## Gramàtica

### Casos
En eslovac hi ha sis casos:
- Nominatiu (nominatív): és la forma del subjecte de l'oració.
- Genitiu (genitív): és la forma del complement del nom (CN).
- Datiu (datív): és la forma del CI.
- Acusatiu (akuzatív): és la forma del CD.
- Locatiu (lokál): s'empra després d'algunes preposicions.
- Instrumental (inštrumentál): expressa un complement circumstancial d'instrument; també s'empra en alguns casos per indicar l'atribut del subjecte.

A més a més, tots els casos (tret del nominatiu) poden estar seguits d'una preposició. Per exemple, s (amb) exigeix l'ús d'instrumental i podľa (segons) l'ús de genitiu.
El vocatiu (vokatív), arcaic en eslovac modern, és reemplaçat pel nominatiu.
Hi ha tres gèneres gramaticals (masculí, femení i neutre) i per a cada gènere hi ha diverses declinacions, per això les possibilitats lèxiques són molt nombroses (hi ha dotze models de declinació per als substantius, quatre per cada gènere, amb variants per a mots estrangers).

### Adjectius
Els adjectius concorden en gènere, nombre i cas amb els substantius. Els adjectius epítets precedeixen el substantiu (veľký dom: gran casa), tret d'alguns casos particulars tals com els noms científics d'éssers vius (pstruh dúhový: truita arc de Sant Martí).
La declinació dels adjectius qualificatius és regular. N'hi ha de dos models:
- els adjectius que tenen una arrel acabada en consonant dura: pekný, pekná, pekné (maco)
- els adjectius que tenen una arrel acabada en consonant tova: cudzí, cudzia, cudzie (estranger)

| Nombre       | Singular | Singular | Singular | Singular | Plural  | Plural   | Plural  | Plural  |
| Gènere       | Masculí  | Masculí  | Neutre   | Femení   | Masculí | Masculí  | Neutre  | Femení  |
| Gènere       | Animat   | Inanimat | Neutre   | Femení   | Animat  | Inanimat | Neutre  | Femení  |
| ------------ | -------- | -------- | -------- | -------- | ------- | -------- | ------- | ------- |
| Nominatiu    | pekný    | pekný    | pekné    | pekná    | pekní   | pekné    | pekné   | pekné   |
| Genitiu      | pekného  | pekného  | pekného  | peknej   | pekných | pekných  | pekných | pekných |
| Datiu        | peknému  | peknému  | peknému  | peknej   | pekným  | pekným   | pekným  | pekným  |
| Acusatiu     | pekného  | pekný    | pekné    | peknú    | pekných | pekné    | pekné   | pekné   |
| Locatiu      | peknom   | peknom   | peknom   | peknej   | pekných | pekných  | pekných | pekných |
| Instrumental | pekným   | pekným   | pekným   | peknou   | peknými | peknými  | peknými | peknými |

Hi ha també alguns adjectius derivats de noms d'animals com páví (del paó) que es declinen com cudzí, encara que tenen l'arrel acabada en consonant dura, i no respecten la llei rítmica.
El comparatiu es forma afegint el sufix -ší o -ejší: dlhý → dlhší (llarg → més llarg), silný → silnejší (fort → més fort). En el cas dels adjectius acabats en -oký o -eký aquesta terminació se suprimeix generalment: hlboký → hlbší (profund → més profund). Hi ha algunes formes irregulars: dobrý → lepší (bo → millor), zlý → horší (dolent → pitjor), veľký → väčší (gran > més gran), malý → menší (petit → més petit).
El superlatiu es forma de manera regular afegint el prefix naj- al comparatiu: najlepší (el millor), najsilnejší (el més fort).
Hi ha també alguns adjectius possessius provinents de noms de persona, acaben en -ov per a un posseïdor masculí i -in per a un posseïdor femení: otcov (del pare), matkin (de la mare), que tenen una declinació diferent a la dels adjectius.

### Adverbis
La majoria dels adverbis deriven d'adjectius amb l'ajuda dels sufixos -o i -e: dobrý → dobre (bo → bé), hlboký → hlboko (profund → profundament), rýchly → rýchlo o rýchle (ràpid → de pressa), etc. Els adverbis derivats d'adjectius en -ský i -cký acaben en -sky i -cky: matematický → matematicky (matemàtic → matemàticament).
Aquests adverbis formen el comparatiu i el superlatiu de la mateixa manera que els adjectius, amb la terminació -(ej)šie (idèntica a la forma neutra de l'adjectiu): hlbšie (més profundament), najrýchlejšie (el més de pressa). Hi ha algunes irregularitats:
- málo (poc) → menej (menys)
- veľa (molt) → viac (més)
- skoro (aviat) → skôr o skorej (més aviat)
- ďaleko (lluny) → ďalej (més lluny)
- veľmi (molt) → väčšmi (més)

Hi ha també força adverbis que provenen de la combinació d'una preposició amb un substantiu o adjectiu: zďaleka (de lluny), napravo (a la dreta), oddávna (des de fa temps).

### Verbs
Els verbs en eslovac es conjuguen en temps, mode, veu, persona (primera, segona i tercera) i nombre (singular, plural). Els verbs tenen un aspecte perfectiu o imperfectiu.
Es poden classificar en catorze grups, alhora reagrupats en cinc classes, en funció de la manera en què es conjuguen en el present (o en el futur perfectiu). Tret d'alguns certs verbs irregulars, conèixer les terceres persones del singular i del plural basta per saber conjugar el verb en totes les persones.

#### Aspecte
L'aspecte és una característica essencial dels verbs eslovacs: cada verb és necessàriament perfectiu o imperfectiu. L'aspecte perfectiu indica una acció acabada (i per aquesta raó els verbs perfectius no tenen present), l'aspecte imperfectiu indica una acció en curs. Així doncs, la frase «Ahir vaig llegir un llibre» pot traduir-se de dues maneres diferents:
- Včera som čítal knihu > el verb és imperfectiu, la informació important és el procés: «Ahir vaig estar un temps llegint un llibre».
- Včera som prečítal knihu > el verb és perfectiu, la informació important és el resultat: l'acció ha estat enterament efectuada, «he acabat de llegir el llibre».

A un verb català correspon, en general, un parell de verbs eslovacs. Cal aprendre cada forma, hi ha diverses maneres de formar el perfectiu a partir de l'imperfectiu o inversament, i no és sempre possible d'endevinar si un verb donat és perfectiu o imperfectiu.
- Sovint el perfectiu es forma afegint un prefix: robiť → urobiť (fer), písať → napísať (escriure), ďakovať → poďakovať (agrair).
- Alguns imperfectius es formen afegint un sufix a un perfectiu, en particular quan el perfectiu ja té un prefix: prerušiť → prerušovať (interrompre), dať → dávať (donar), skryť → skrývať (amagar).
- En alguns casos rars, els dos verbs són totalment diferents: klásť/položiť (posar), brať/vziať (agafar).

#### Present
Només els verbs imperfectius poden conjugar-se en present.
| Persona  | Persona | byť (ser) | volať (anomenar) | robiť (fer) | kupovať (comprar) |
| -------- | ------- | --------- | ---------------- | ----------- | ----------------- |
| Singular | 1a      | som       | volám            | robím       | kupujem           |
| Singular | 2a      | si        | voláš            | robíš       | kupuješ           |
| Singular | 3a      | je        | volá             | robí        | kupuje            |
| Plural   | 1a      | sme       | voláme           | robíme      | kupujeme          |
| Plural   | 2a      | ste       | voláte           | robíte      | kupujete          |
| Plural   | 3a      | sú        | volajú           | robia       | kupujú            |

#### Passat
El passat es forma amb l'ajut de l'auxiliar byť (ser), tret de la tercera persona, i d'una forma passada acabada en -l que concorda en gènere i en nombre amb el subjecte.
| Persona  | Persona | Masculí  | Femení   | Neutre   |
| -------- | ------- | -------- | -------- | -------- |
| Singular | 1a      | mal som  | mala som | —        |
| Singular | 2a      | mal si   | mala si  | —        |
| Singular | 3a      | mal      | mala     | malo     |
| Plural   | 1a      | mali sme | mali sme | mali sme |
| Plural   | 2a      | mali ste | mali ste | mali ste |
| Plural   | 3a      | mali     | mali     | mali     |

Hi ha també un plusquamperfet format de la mateixa manera a partir del passat de byť: bol som napísal (havia escrit), tot i que només s'empra en la literatura.

#### Futur
Hi ha diverses maneres de fer el futur:
- Els verbs perfectius no tenen forma de present, si es conjuguen de la mateixa manera que els verbs imperfectius en present, se n'obté el futur: píšem (imperfectiu: jo escric), napíšem (perfectiu: jo escriuré).
- El verb byť té un futur diferent del present: budem, budeš, bude, budeme, budete, budú.
- Per a alguns verbs imperfectius, s'empra el futur del verb byť seguit de l'infinitiu: budem písať (jo escriuré).
- Alguns verbs de moviment imperfectius formen el futur amb el prefix po-. És el cas d'ísť (anar): pôjdem (jo aniré).

#### Condicional
El condicional es forma afegint la partícula by a la forma passada: bol som (jo era) → bol by som (jo seria), tret si després hi ha alguna conjunció com aby (perquè) i keby (si), que ja inclouen aquesta partícula. En alguns casos, el condicional correspon al subjuntiu francès: Chcem, aby ste vedeli (Vull que sapigueu).

#### Imperatiu
L'imperatiu es forma retirant la terminació -ú/-ia de la tercera persona del plural: kupovať (comprar) → kupujú (ells compren) → kupuj (compra). Es forma la primera i la segona persona del plural afegint respectivament les terminacions -me i -te: kupujme (comprem), kupujte (compreu). En alguns casos cal afegir una -i per raons eufòniques: spať (dormir) → spia (ells dormen) → spi (dorm).
Quan l'arrel acaba en -d, -t, -n o -l la consonant final esdevé tova: mlieť (moldre) → melú → meľ. Quan l'arrel acaba en -ij o -yj, la -j desapareix: piť (beure) → pijú → pi / zakryť (cobrir) → zakryjú → zakry.
El verb byť té la forma irregular d'imperatiu buď.

#### Negació
La negació es forma amb l'ajut del prefix ne-: chcem (vull) → nechcem (no vull). En la forma del futur imperfectiu, el prefix s'afegeix a l'auxiliar: nebudem spať (no dormiré), però en el passat queda fixat al verb: nevideli sme (no hem vist). El verb byť en el present és l'única excepció, car la seva negació es forma amb el mot nie: nie som, nie si, nie je, nie sme...

### Pronoms
Els pronoms en eslovac es declinen en els mateixos casos que els substantius i els adjectius.

#### Pronoms personals
Els pronoms personals de subjecte generalment es poden ometre, com en català, atès que la marca de persona ja queda indicada en el verb.
| Persona | Persona | Singular | Plural |
| ------- | ------- | -------- | ------ |
| 1a      | 1a      | ja       | my     |
| 2a      | 2a      | ty       | vy     |
| 3a      | Masculí | on       | oni    |
| 3a      | Femení  | ona      | ony    |
| 3a      | Neutre  | ono      | ony    |

En alguns casos hi ha dues formes per als pronoms personals: una de llarga i una de curta. La forma llarga s'empra al començament de la frase per posar en relleu el pronom i després una preposició. Compareu per exemple les dues formes possibles del datiu de ja: Nehovor mi to! (No m'ho diguis) i Mne to nehovor (No és a mi a qui ho has de dir).
Les fórmules de tractament funcionen com en francès: ty correspon al «tu» català (i tu francès) i vy a les formes de «vostè» o «vós» (vous en francès).
Hi ha també un pronom reflexiu, sa (no té nominatiu, la forma sa és d'acusatiu). Com en altres llengües eslaves, s'utilitza per a totes les persones. Així doncs, el verb volať sa (dir-se) es conjuga: volám sa, volaš sa, volá sa... que correspondria en català a jo em dic, tu et dius, ell es' diu..., etc.

#### Pronoms possessius
Els pronoms possessius deriven dels pronoms personals:
| Persona  | Persona  | Singular | Plural |
| -------- | -------- | -------- | ------ |
| 1a       | 1a       | môj      | náš    |
| 2a       | 2a       | tvoj     | váš    |
| 3a       | Masculí  | jeho     | ich    |
| 3a       | Neutre   | jeho     | ich    |
| 3a       | Femení   | jej      | ich    |
| Reflexiu | Reflexiu | svoj     | svoj   |

Els pronoms possessius de la tercera persona (jej, jeho, ich) són indeclinables, car provenen de formes genitives dels pronoms personals. Els altres es declinen de manera semblant als adjectius.
Els pronoms possessius són idèntics als adjectius possessius: môj significa tant «meu/mon» com «el meu».

#### Pronoms demostratius
El pronom demostratiu de base és ten (en femení tá i en neutre to): aquest, aquesta. És idèntic a l'adjectiu demostratiu corresponent, sovint emprat per indicar que un substantiu és determinat, atès que no hi ha articles en eslovac. Aquest pronom es declina de manera semblant als adjectius.
Els pronoms i adjectius demostratius tento «aquest», tenže «el mateix» (d'ús arcaic) i tamten «aquell» i el seu sinònim familiar henten es declinen de la mateixa manera. Els elements -to, -že, tam- i hen- són invariables: táto, toto, táže, tože, tamtá, tamto, hentá, hento etc. El pronom onen, oná, ono es declina com ten.

#### Altres pronoms
Els principals pronoms interrogatius són:
- čo: què
- kto: qui
- kde: on
- kam: cap a on
- kedy: quan
- koľko: quant
- ako: com
- aký: quin
- ktorý: quin
- čí: de qui

Els tres últims, aký, ktorý i čí, es declinen com els adjectius, čo i kto tenen una declinació pròpia.
Els pronoms interrogatius, en particular čo i ktorý, serveixen també de pronoms relatius: to, čo chcem (el que vull), človek, ktorý vie všetko (l'home que ho sap tot).
Els pronoms interrogatius serveixen a més per crear un gran nombre d'altres pronoms mitjançant afixos:
- nie- (algun): niekto (algú), niečo (alguna cosa), niekde (algun lloc), niekedy (de vegades), nejaký (algun), niektoré (alguns, diversos)
- ni- (negatiu): nikto (ningú), nič (res), nikde (enlloc), nikdy (mai), nijaky (cap)
- -koľvek (qualsevol): ktokoľvek  (qualsevol persona), čokoľvek (qualsevol cosa), akýkoľvek (qualsevol)
- in(o)- (altre): inde (en un altre lloc), inokedy (en un altre moment)
- všeli- ('tota mena de', sovint pejoratiu): všelijaký (de totes maneres), všelikto (qualsevol, el primer que vingui)

### Preposicions
Les preposicions en eslovac regeixen necessàriament un cas que no sigui el nominatiu.
- De datiu: k (vers, ca, a), vďaka (gràcies a), proti (contra, davant de)
- De genitiu: bez (sense), do (dins, fins a, a), u (ca), z (de), od (de, des de)
- D'acusatiu: cez (a través de), pre (per)
- De locatiu: pri (vora, al costat de)
- D'instrumental: s (amb)

Algunes preposicions poden regir diversos casos, amb un significat diferent segons el cas: na seguit de locatiu indica "al damunt" sense moviment, però indica moviment amb l'acusatiu: Som na pošte (locatiu) -> Sóc a correus; però Idem na poštu (acusatiu) -> Vaig a correus. Nad (sobre), pod (sota), pred (davant) i medzi (entre) funcionen de manera similar, a diferència que la posició sense moviment s'indica amb el cas instrumental.
Les preposicions que acaben en consonant (en particular les constituïdes d'una sola consonant) tenen una variant amb una vocal suplementària emprada per evitar resultats impronunciables. D'aquesta manera, v (a, en) esdevé vo davant d'una efa o una ve: V Nemecku (A Alemanya) però Vo Francúzsku (A França).
A més d'aquestes preposicions, n'hi ha de derivades de noms com vďaka (gràcies a), pomocou (amb l'ajuda de), locucions prepositives com na rozdiel od (a diferència de) i preposicions derivades de gerundis, com začínajúc (a partir de).

### Sintaxi
L'ordre dels elements en la frase eslovaca és bastant flexible, però l'ordre neutre és generalment SVO, per exemple Pes pohrýzol poštára (El gos va mossegar el carter). L'ordre OVS és també considerat neutre, però posant en relleu l'objecte: Poštára pohrýzol pes, que es traduiria per El carter ha estat mossegat per un gos. Els altres ordres són possibles, però menys corrents: Pes poštára pohrýzol subratllaria que és un gos (i no pas una altra cosa) qui ha mossegat el carter. Dins d'un grup nominal, tanmateix, l'ordre dels mots és fix: veľmi veľký dom (una molt gran casa) no es pot expressar de cap altra manera.
Els enclítics no poden començar una frase i es troben habitualment en segona posició: es tracta de la partícula by, de les formes de byť utilitzades com a auxiliar (som, si, sme, ste), els pronoms reflexius (sa, si) i la forma curta d'alguns pronoms personals (mi, ma, ti, ťa, ho, mu). Si hi ha diversos enclítics, s'han de situar en l'ordre en què han estat citats: To by sa mi páčilo (Això em plauria).
Les preguntes de resposta "sí o no" tenen també un ordre de mots lliure, i en general només l'entonació permet de distingir una pregunta d'una afirmació. En les preguntes amb un pronom interrogatiu normalment aquest va al començament de la frase (després d'una eventual proposició): Čo chcete dnes robiť? (Què voleu fer avui?)
La doble negació és obligatòria en eslovac, per exemple, en la frase  Nikdy nikomu nič nepoviem  (No diré mai res a ningú) cada mot és i ha de ser negatiu.